# Tour du Maroc 2012
Die 25. Tour du Maroc (dt.: Marokko-Rundfahrt) fand vom 23. März bis zum 1. April 2012 statt. Das Radrennen wurde in zehn Etappen über eine Distanz von 1550 Kilometern ausgetragen und durchquerte ungefähr 500 Gemeinden sowie acht der ehemals 16 Regionen Marokkos (Tanger-Tétouan, Taza-Al Hoceïma-Taounate, Fès-Boulemane, Meknès-Tafilalet, Souss-Massa-Draâ, Marrakesch-Tensift-Al Haouz, Doukkala-Abda, Grand Casablanca). Es gehörte zur UCI Africa Tour 2012 und war dort in die Kategorie 2.2 eingestuft. Damit erhielten die ersten acht Fahrer der Gesamtwertung und die ersten drei jeder Etappe sowie der Träger des Gelben Trikots des Gesamtführenden nach jeder Etappe Punkte für die Africa-Rangliste.
Gesamtsieger des Etappenrennens und Gewinner der Punktewertung wurde der Südafrikaner Reinardt Janse van Rensburg (MTN Qhubeka). Er siegte mit 39 Sekunden Vorsprung auf den Zweitplatzierten Adil Jelloul aus Marokko, der schon einige Wochen zuvor bei der Tour d’Algérie Zweiter geworden war, und dem Bulgaren Ivailo Gabrovski vom Team Konya Torku Şeker Spor-Vivelo.

## Teilnehmer
Am Start standen Nationalmannschaften aus Afrika, aber auch afrikanische und europäische Continental Teams und Amateurmannschaften. Sogar Teams aus Paraguay oder Japan wurden eingeladen. Ursprünglich sollten auch das deutsche Continental Team Specialized Concept Store und die deutsche Amateurmannschaft Team Roadsign teilnehmen. Beide wurden jedoch wenige Tage vor dem Start der Rundfahrt wieder ausgeladen, da in den Hotels zu wenige Plätze für alle Fahrer und Betreuer vorhanden waren.
| Continental Teams MTN Qhubeka Groupement Sportif Pétrolier Algérie Bridgestone-Anchor Konya Torku Start Cycling Team-Atacama Geofco-Ville d’Alger VC Sovac Algérie | Nationalmannschaften Marokko Eritrea Slowakei Ruanda Tunesien Libyen | Vereinsmannschaften Vélo Sport Hyerois CMI/The Trilogy Group Willibrord Wil Voorruit Regionale Moulay Rchid Maroc Velo 29 Vankru OTR Sonstige Regionalauswahl Nord-Marokko Regionale Bahnauswahl Marokko |

## Etappen
| Etappe | Tag      | Start–Ziel              | km  | Typ                 | Etappensieger               | Gesamtführender             |
| ------ | -------- | ----------------------- | --- | ------------------- | --------------------------- | --------------------------- |
| 1.     | 23. März | Tanger – Tétouan        | 130 | Flachetappe         | Reinardt Janse van Rensburg | Reinardt Janse van Rensburg |
| 2.     | 24. März | Ouezzane – Fès          | 150 | Flachetappe         | Tarik Chaoufi               | Reinardt Janse van Rensburg |
| 3.     | 25. März | Fès – Khénifra          | 152 | Flachetappe         | Arran Brown                 | Reinardt Janse van Rensburg |
| 4.     | 26. März | Khénifra – Midelt       | 144 | Mittelgebirgsetappe | Arran Brown                 | Reinardt Janse van Rensburg |
| 5.     | 27. März | Midelt – Errachidia     | 126 | Mittelgebirgsetappe | Reinardt Janse van Rensburg | Reinardt Janse van Rensburg |
| 6.     | 28. März | Errachidia – Tinerhir   | 137 | Flachetappe         | Reinardt Janse van Rensburg | Reinardt Janse van Rensburg |
| 7.     | 29. März | Tinghir – Ouarzazate    | 170 | Flachetappe         | Tarik Chaoufi               | Reinardt Janse van Rensburg |
| 8.     | 30. März | Ouarzazate – Marrakesch | 190 | Mittelgebirgsetappe | Reinardt Janse van Rensburg | Reinardt Janse van Rensburg |
| 9.     | 31. März | Marrakesch – El Jadida  | 179 | Flachetappe         | Arran Brown                 | Reinardt Janse van Rensburg |
| 10.    | 1. April | El Jadida – Casablanca  | 120 | Flachetappe         | Arran Brown                 | Reinardt Janse van Rensburg |